# Xestocephalus botelensis
Xestocephalus botelensis är en insektsart som beskrevs av Matsumura 1940. Xestocephalus botelensis ingår i släktet Xestocephalus och familjen dvärgstritar. Inga underarter finns listade i Catalogue of Life.